# Atzalán, Xochiapulco
Atzalán är en ort i Mexiko.   Den ligger i kommunen Xochiapulco och delstaten Puebla, i den sydöstra delen av landet, 170 km öster om huvudstaden Mexico City. Atzalán ligger 1 583 meter över havet och antalet invånare är 346.
Terrängen runt Atzalán är kuperad åt sydost, men åt nordväst är den bergig. Runt Atzalán är det ganska tätbefolkat, med 129 invånare per kvadratkilometer. Närmaste större samhälle är Zaragoza, 15,6 km söder om Atzalán. Omgivningarna runt Atzalán är en mosaik av jordbruksmark och naturlig växtlighet.